# グッドバイ/ユリイカ
『グッドバイ/ユリイカ』は、サカナクションの9枚目のシングル。2014年1月15日にビクターエンタテインメントから発売された。

## 概要
前作から約1年振りとなるシングル。バンド初の両A面シングルである。
今作は初回限定盤と通常盤の2形態で販売し、初回限定盤はブックレット仕様の特殊パッケージに限定DVDがセットになっている。
2015年には、 NHKスペシャル『NEXT WORLD 私たちの未来』のために、「グッドバイ」のリミックスバージョン「グッドバイ（NEXT WORLD REMIX）」をテーマソングとして提供した。
2013年12月26日にTOKYO FMの『SCHOOL OF LOCK!』にて「ユリイカ」が初めてフルサイズでオンエアされた。2014年1月9日に同番組にて「グッドバイ」が初めてフルサイズでオンエアされた。同年1月17日放送のテレビ朝日系の音楽番組『ミュージックステーション』に出演し、「グッドバイ」を披露した。

## 収録曲
1. グッドバイ
  - スクウェア・エニックス
『ファイナルファンタジー ブレイブエクスヴィアス』テレビCM 「ゲームは感情でできている」オムニバス篇 CMソング
  - 2014年1月15日（シングル発売日）にミュージック・ビデオが公開された。 監督はショウダユキヒロで、サカナクションの作品を手がけるのは初めてとなる。バンドの演奏シーンとともに「グッドバイ」をテーマにした男女の切ない物語が描かれる[1]。
  - 当初、東進ハイスクールの「全国統一高校生テスト」「全国統一中学生テスト」テレビCM用に制作した「さよならはエモーション」と、「ユリイカ」の両A面で発売予定だった[2]。山口は東進ハイスクールのCM曲に「グッドバイ」を推したが東進側に断られた。
  - 山口はインタビューで、過去2回ほど、この「グッドバイ」と「目が明く藍色」を作った時に解散しようと思ったという。それほどこの2曲は大きなものであり、そこから次の曲をつくるには、よほどのモチベーションがないと取り組めなかったと述べている[3]。
2. ユリイカ
  - 映画『ジャッジ!』エンディング曲
  - 2013年12月28日よりミュージック・ビデオが公開された。監督は山口保幸で、サカナクションの楽曲のMVを手がけるのは今回が4作品目となる。裸の人々が横たわるアーティスティックな映像と東京を象徴するさまざまな情景が交錯するという前衛的な作品に仕上がっている[4]。また、この映像は『月の景色 〜Documentary of "GO TO THE FUTURE (2006 ver.)" & MUSIC VIDEOS〜』に同楽曲のミニバム版を共にして収録された。
3. 映画（AOKI takamasa Remix）
  - 6枚目のアルバム『sakanaction』の10番目の楽曲のリミックス版。